# Agenti S.H.I.E.L.D. (4. řada)
Čtvrtá řada amerického televizního seriálu Agenti S.H.I.E.L.D. na motivy organizace S.H.I.E.L.D. od Marvel Comics. V sérii se odehrává příběh Ghost Ridera, poté se seriál točí kolem LMD a následně fiktivní reality jménem Framework. Tato řada se v USA vysílala na stanici ABC od 20. září 2016 do 16. května 2017. V Česku se tato série nevysílala.

## Obsazení

### Hlavní role
| Clark Gregg          | Phil Coulson              |
| Ming-Na Wen          | Melinda May               |
| Chloe Bennet         | Daisy Johnsonová          |
| Iain De Caestecker   | Leo Fitz                  |
| Elizabeth Henstridge | Jemma Simmonsová          |
| Henry Simmons        | Alphonso „Mack“ MacKenzie |
| John Hannah          | Holden Radcliffe          |

### Vedlejší role
| Gabriel Luna            | Ghost Rider                     |
| Natalia Cordova-Buckley | Elena „Yo-Yo“ Rodriguezová      |
| Mallory Jansen          | AIDA / "Ophelia" / Madame Hydra |
| Lilli Birdsell          | Lucy Bauer                      |
| Lorenzo James Henrie    | Gabe Reyes                      |
| Jason O'Mara            | Jeffrey Mace / Patriot          |
| Parminder Nagra         | Ellen Nadeer                    |
| Patrick Cavanaugh       | Burrows                         |
| José Zuñiga             | Eli Morrow                      |
| Adrian Pasdar           | Glenn Talbot                    |
| Zach McGowan            | Anton Ivanov / The Superior     |
| Bret Dalton             | Grand Ward                      |
| Jordan Riverara         | Hope MacKenzie                  |

### Hostující role
| Axle Whitehead    | J.T. James / Hellfire        |
| Patton Oswalt     | Billy, Sam a Thurston Koenig |
| B.J. Britt        | Antoine Triplett             |
| Adam Kulbersh     | Kenneth Turgeon              |
| Simon Kassianides | Sunil Bakshi                 |

## Seznam dílů
První část má podtitul Ghost Rider a je zaměřena na člověka se schopností přeměny na Ghost Ridera.
| Č. v seriálu | Č. v řadě | Původní název                  | Český název                   | Režie            | Scénář                           | Premiéra v USA     | Sledovanost v USA (v milionech diváků) |
| ------------ | --------- | ------------------------------ | ----------------------------- | ---------------- | -------------------------------- | ------------------ | -------------------------------------- |
| 67           | 1         | The Ghost                      | Duch                          | Billy Gierhart   | Jed Whedon a Maurissa Tancharoen | 20. září 2016      | 3,44                                   |
| 68           | 2         | Meet the New Boss              | Seznamte se s novým šéfem     | Vincent Misiano  | Drew Z. Greenberg                | 27. září 2016      | 2,95                                   |
| 69           | 3         | Uprising                       | Povstání                      | Magnus Martens   | Craig Titley                     | 11. října 2016     | 2,68                                   |
| 70           | 4         | Let Me Stand Next to Your Fire | Nech mě stát vedle tvého ohně | Brad Turner      | Matt Owens                       | 18. října 2016     | 2,34                                   |
| 71           | 5         | Lockup                         | Vězení                        | Kate Woods       | Lilla Zuckerman a Nora Zuckerman | 25. října 2016     | 2,30                                   |
| 72           | 6         | The Good Samaritan             | Dobrý samaritán               | Billy Gierhart   | Jeffrey Bell                     | 1. listopadu 2016  | 2,43                                   |
| 73           | 7         | Deals with Our Devils          | Podej ruku ďáblu              | Jesse Bochco     | Daniel J. Doyle                  | 29. listopadu 2016 | 2,41                                   |
| 74           | 8         | The Laws of Inferno Dynamics   | Zákony pekelné dynamiky       | Kevin Tancharoen | Paul Zbyszewski                  | 9. prosince 2016   | 2,37                                   |

Druhá část má podtitul LMD a je zaměřena na roboty s umělou inteligenci (Life-Model Decoys).
| Č. v seriálu | Č. v řadě | Původní název             | Český název       | Režie              | Scénář                             | Premiéra v USA | Sledovanost v USA (v milionech diváků) |
| ------------ | --------- | ------------------------- | ----------------- | ------------------ | ---------------------------------- | -------------- | -------------------------------------- |
| 75           | 9         | Broken Promises           | Porušené přísliby | Garry A. Brown     | Brent Fletcher                     | 10. ledna 2017 | 2,72                                   |
| 76           | 10        | The Patriot               | Vlastenec         | Kevin Tancharoen   | James C. Oliver a Sharla Oliverová | 17. ledna 2017 | 2,03                                   |
| 77           | 11        | Wake Up                   | Probuzení         | Jesse Bochco       | Drew Z. Greenberg                  | 24. ledna 2017 | 2,00                                   |
| 78           | 12        | Hot Potato Soup           | Horká bramboračka | Nina Lopez-Corrado | Craig Titley                       | 31. ledna 2017 | 2,15                                   |
| 79           | 13        | BOOM                      | BOOM              | Billy Gierhart     | Nora Zuckerman a Lilla Zuckerman   | 7. února 2017  | 2,08                                   |
| 80           | 14        | The Man Behind the Shield | Muž za štítem     | Wendey Stanzler    | Matt Owens                         | 14. února 2017 | 2,13                                   |
| 81           | 15        | Self Control              | Sebeovládání      | Jed Whedon         | Jed Whedon                         | 21. února 2017 | 2,01                                   |

Třetí část má podtitul Agents of HYDRA a je zaměřena na alternativní svět, který se jmenuje Framework.
| Č. v seriálu | Č. v řadě | Původní název          | Český název           | Režie            | Scénář                           | Premiéra v USA  | Sledovanost v USA (v milionech diváků) |
| ------------ | --------- | ---------------------- | --------------------- | ---------------- | -------------------------------- | --------------- | -------------------------------------- |
| 82           | 16        | What if…               | Co když…              | Oz Scott         | DJ Doyle                         | 4. dubna 2017   | 2,15                                   |
| 83           | 17        | Identity and Change    | Identita a změna      | Garry A. Brown   | George Kitson                    | 11. dubna 2017  | 2,32                                   |
| 84           | 18        | No Regrets             | Bez výčitek           | Eric Laneuville  | Paul Zbyszewski                  | 18. dubna 2017  | 2,43                                   |
| 85           | 19        | All the Madame's Men   | Všichni madamini muži | Billy Gierhart   | James C. Oliver a Sharla Oliver  | 25. dubna 2017  | 2,15                                   |
| 86           | 20        | Farewell, Cruel World! | Sbohem, krutý světě!  | Vincent Misiano  | Brent Fletcher                   | 2. května 2017  | 2,15                                   |
| 87           | 21        | The Return             | Návrat                | Kevin Tancharoen | Maurissa Tancharoen a Jed Whedon | 9. května 2017  | 2,14                                   |
| 88           | 22        | World's End            | Konec světa           | Billy Gierhart   | Jeffrey Bell                     | 16. května 2017 | 2,08                                   |